# Rosières-en-Haye
Rosières-en-Haye är en kommun i departementet Meurthe-et-Moselle i regionen Grand Est (tidigare regionen Lorraine) i nordöstra Frankrike. Kommunen ligger i kantonen Domèvre-en-Haye som tillhör arrondissementet Toul. År 2022 hade Rosières-en-Haye 248 invånare.

## Befolkningsutveckling
Antalet invånare i kommunen Rosières-en-Haye
| Referens: INSEE |